# Нестоїта
Нестої́та — село Куяльницької сільської громади в Подільському районі Одеської області, Україна. Населення становить 1307 осіб.

## Історія
Згідно з працею «Приходы и церкви подольской Епархіи», що була надрукована у 1901 році, станом на 1898 р. час заснування села невідомий, але судячи з розповідей старожилів — більше 200 років
Під час організованого радянською владою Голодомору 1932—1933 років померло щонайменше 224 жителі села.
Колишній орган місцевого самоврядування — Нестоїтська сільська рада.
12 червня 2020 року, відповідно до Розпорядження Кабінету Міністрів України від № 724-р «Про визначення адміністративних центрів та затвердження територій територіальних громад Одеської області», увійшло до складу Куяльницької сільської територіальної громади.
19 липня 2020 року, в результаті адміністративно-територіальної реформи і ліквідації Подільського району (1923-2020), село увійшло до складу новоутвореного Подільського району Одеської області.

## Населення
Згідно з переписом населення Російської імперії 1897 року (перепис населення Російської імперії 1897) населення села становило 2867 осіб.
Згідно з переписом УРСР 1989 року чисельність наявного населення села становила 2187 осіб, з яких 947 чоловіків та 1240 жінок.
За переписом населення України 2001 року в селі мешкало 1696 осіб.

### Мова
Розподіл населення за рідною мовою за даними перепису 2001 року:
| Мова       | Відсоток |
| ---------- | -------- |
| українська | 79,27 %  |
| молдовська | 18,37 %  |
| російська  | 2,24 %   |
| болгарська | 0,12 %   |